# Förarbete
Förarbete, även kallat lagmotiv, är ett samlingsbegrepp på de tryck (till exempel utredningar, propositioner och betänkanden) som ges ut av departement, lagråd och regering med flera inför en lagändring. 

## Sverige
I Sverige anses förarbetena vara en rättskälla i sig och bedöms vara av betydligt större vikt som sådan än i många andra länder. Propositioner, yttranden från Riksdagens utskott och yttranden från Lagrådet är exempel på viktiga förarbeten.